# Faith Divides Us – Death Unites Us
Faith Divides Us - Death Unites Us – dwunasty album studyjny brytyjskiej grupy metalowej Paradise Lost.

## Lista utworów
Opracowano na podstawie materiału źródłowego.
1. "As Horizons End" (5:26)
2. "I Remain" (4:09)
3. "First Light" (5:00)
4. "Frailty" (4:25)
5. "Faith Divides Us - Death Unites Us" (4:21)
6. "The Rise of Denial" (4:47)
7. "Living With Scars" (4:22)
8. "Last Regret" (4:24)
9. "Universal Dream" (4:17)
10. "In Truth" (4:51)
11. "Cardinal Zero" (tylko w wydaniu specjalnym płyty) (4:28)

## Twórcy
Opracowano na podstawie materiału źródłowego.
| Zespół Paradise Lost w składzie - Nick Holmes - śpiew - Gregor Mackintosh - gitara prowadząca, instrumenty klawiszowe - Aaron Aedy - gitara rytmiczna - Steve Edmondson - gitara basowa Dodatkowi muzycy - Peter Damin - perkusja | Produkcja - Ronny Milanowicz - orkiestracje - Jens Bogren - produkcja muzyczna, miksowanie, mastering - Stefan Wibbeke - okładka, oprawa graficzna - Johan Örnborg - inżynieria dźwięku - Chiaki Nozu - zdjęcia |

## Listy sprzedaży
| Lista                | Kraj            | Pozycja |
| -------------------- | --------------- | ------- |
| UK Albums Chart      | Wielka Brytania | 122     |
| Sverigetopplistan    | Szwecja         | 29      |
| Media Control Charts | Niemcy          | 22      |
| Oricon               | Japonia         | 281     |